# Mongools ras

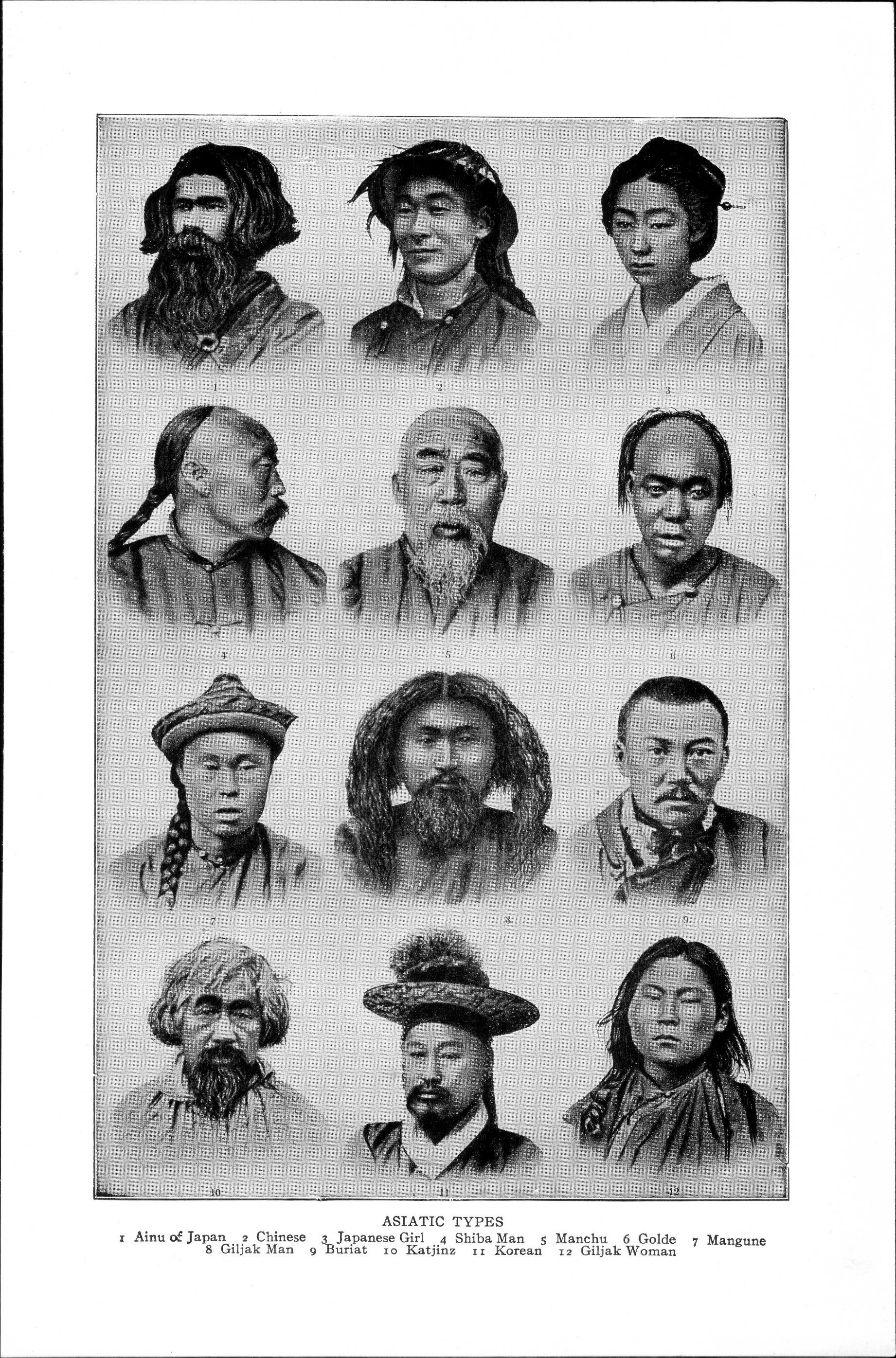
Soorten Aziaten in een boek van 1914

Mongools ras of mongoloïde ras  is een verouderde raciale groepering die gebruikt werd om de oorspronkelijke bewoners van Oost-Azië, Noord-Azië, Centraal-Azië, Zuidoost-Azië, Amerika, de Arctis en delen van Oceanië aan te duiden. Het Mongoolse ras behoorde volgens de verouderde wetenschappelijke ideeën tot de drie grote menselijke rassen, naast het Kaukasisch en negroïde ras.
De classificatie als een zogenaamd groot ras was meer gebaseerd of meer willekeurig gekozen door de (voor de hand liggende) gemeenschappelijke uiterlijke kenmerken, waarvan gedacht werd dat ze een gemeenschappelijke oorsprong of een genetische relatie hebben. Moleculair-genetische gegevens geven een niet-homogeniteit van de gecombineerde groep als mongoloïde weer en is in tegenspraak met een classificatie als "groot ras".
De term "mongoloïde" komt van het Mongoolse volk, dat grote verschrikkingen in Eurazië veroorzaakte tijdens invasies van het Mongoolse Rijk, en het uiterlijk van de Mongolen werd gebruikt in de westerse wereld om een nieuwe raciale classificatie te creëren.
Typologische kenmerken van het Mongoolse ras zijn:
- De uitgesproken jukbeenderen,
- Lage neusbrug,
- Zwart en steil haar
- Geel-donkere huidskleur
- Dun lichaamshaar
- In het bijzonder de zogenaamde Mongoolse amandelogen.
- Als extra markering was ook de mongolenvlek, meestal een blauwachtige moedervlek op de rug, billen of heiligbeen van een pasgeborene.